# Alioune Diagne Coumba Aita
Pour les articles homonymes, voir Diagne.
Alioune Diagne Coumba Aita, né le 11 février 1934 à Dakar, Sénégal, et décédé le 14 avril 2024, est un haut fonctionnaire sénégalais, poète et spécialiste des questions monétaires, issu d’une famille lébou du centre-ville de Dakar.

## Éducation
Alioune Diagne Coumba Aita a grandi dans la maison familiale située sur l'avenue William Ponty devenue avenue Georges Pompidou à Dakar. Il a fréquenté l'actuelle école Dial Diop, puis le collège des Maristes où il a étudié pendant une année avant de rejoindre le lycée Van-Vollenhoven, qui deviendra plus tard le lycée Lamine-Guèye. Il fut l'élève d'intellectuels comme Cheikh Anta Diop. Après avoir obtenu son baccalauréat, Alioune Diagne a intégré une classe préparatoire au lycée Louis-le-Grand à Paris.
Après l'application de la loi-cadre du 23 juin 1956 ayant posé le principe de l’africanisation des cadres de l’administration d’outre-mer, l'École nationale de la France d'outre-mer où Alioune Diagne Coumba Aita était élève, est dissoute le 5 janvier 1959. Il retourne alors au Sénégal et rejoint la Faculté de droit de l’Université de Dakar, se spécialisant en économie sous la tutelle du professeur Abdoulaye Wade. Parallèlement, il poursuit ses études d'arabe à la Sorbonne.

## Carrière
Sa carrière dans l'administration sénégalaise débute en 1961 lorsqu’il rejoint le cabinet du ministre de l’Économie rurale, Joseph Mbaye.
Sous l'impulsion de Mamadou Dia, il effectue un stage de deux ans à la Banque de France, avec pour mission à terme de rapatrier le siège de la Banque Centrale des États de l'Afrique de l'Ouest (BCEAO) à Dakar. Pendant cette période, il se marie et accueille sa première fille née à Paris. En 1964, il complète un stage de huit mois à l’Institut du Fonds Monétaire International (FMI) à Washington. À son retour au Sénégal, il devient conseiller financier du Premier ministre Abdou Diouf de 1970 à 1978, participe au transfert de la BCEAO et le développement d’industries nationales telles qu'ICS et SONACOS,.
Après la démission du Président Léopold Sédar Senghor le 31 décembre 1980, Alioune Diagne Coumba Aïta est nommé secrétaire d'État auprès du Ministre de la Fonction publique, chargé de l’Emploi, en janvier 1985. En 1978, il prend la direction de la société nationale de garantie, d'assistance et de crédit SONAGA, où il lance l’opération «Maîtrisards chômeurs» pour lutter contre le sous-emploi des jeunes diplômés, contribuant ainsi à la création du « Gresen », un réseau regroupant l’intelligentsia sénégalaise,.
En 1986, il est devenu ministre de l’Urbanisme et de l’Habitat, chargé de superviser la construction de nouveaux quartiers à Dakar tels que Parcelles Assainies, Hamo, Liberté 6, Ngor Virage, Scat Urbam entre autres, ainsi que l’indemnisation des habitants des quartiers sinistrés.

## Contributions
Alioune Diagne Coumba Aita a favorisé la construction de lieux de culte à travers le Sénégal en abrogeant un décret interdisant la construction de mosquées dans les zones résidentielles. Sous son mandat, l’association solidarité musulmane a obtenu  l’autorisation de construire pour la mosquée du Point E sous le numéro 00690/MUH/DUA/SRUD du Ministère de l’urbanisme et de l’habitat. Cette décision a suscité à la fois respect et critique, mais elle a marqué un tournant dans la liberté religieuse du pays,.
Pendant la même période, en tant que ministre de l'urbanisme, il a supervisé le financement et la rénovation de la grande mosquée Thieurigne par l'État dans les années 1980.
À la fin de sa carrière, Alioune Diagne Coumba Aita est devenu administrateur de la Fondation Droit à la Ville, créée en 1998 pour la restructuration de la ville de Pikine et la Médina. Un projet reconnu d'utilité publique par décret no 2000/996du 11 décembre 2000,.

## Vision
Outre sa carrière administrative, Alioune Diagne Coumba Aita a été dans les mouvements d’émancipation noire en France, notamment au sein des cercles communistes.
En 1994, il est nommé président du groupe de réflexion pour la compétitivité et la croissance (GRCC). Une initiative de la Banque Mondiale visant à atténuer les effets de la dépréciation monétaire.
Dans le contexte du ralentissement de l’économie mondiale, marqué par la hausse des prix des matières premières, de l'énergie et de l'alimentation, Alioune Diagne Coumba Aïta a souligné que ces hausses ne pouvaient être imputées au gouvernement, et a critiqué la lenteur de celui-ci à adapter sa politique économique et financière à ce contexte international.
Concernant l'industrie pétrolière, lors de l'augmentation des prix d'octobre 2007, passant de 90 à 140 dollars le baril en huit mois, Alioune Diagne a attribué cette situation à la non-élasticité de l’offre due à la vieillesse des gisements et aux problèmes techniques.

## Vie personnelle
Alioune Diagne Coumba Aita était un poète passionné, écrivant principalement en wolof. Son recueil de poèmes a été en partie publié par Makhtar Diouf. Sous l'égide de la fédération sénégalaise de taekwondo, la Ligue Régionale de Dakar, Alioune Diagne Coumba Aïta, avait organisé la deuxième édition du tournoi international de Dakar au mois de mars 2006. Cet événement s'était déroulé à l'école nationale de police, succédant à une première édition qui avait eu lieu en 2000 et qui avait vu la participation du Sénégal, du Maroc et de la France,.

## Décès
Alioune Diagne Coumba Aïta est décédé le 14 avril 2024. Sa prière mortuaire a eu lieu à la Zawiya Seydi El Hadj Malick Sy de Dakar, suivie de son inhumation au cimetière musulman de Yoff,,.